# Lagărul de concentrare Jasenovac
Lagărul de concentrare Jasenovac (în sârbocroată Logor Jasenovac, scris în alfabet chirilic sârbesc Логор Јасеновац. în idiș יאסענאוואץ, în ebraică יסנובץ) a fost cel mai mare lagăr de exterminare din Statul Independent al Croației (NDH) și din Iugoslavia ocupată în timpul celui de al Doilea Război Mondial. Lagărul a fost înființat de regimul Ustaše în august 1941 și desființat în aprilie 1945. La Jasenovac, cele mai multe victime le-au constituit etnicii sârbi, pe care Ante Pavelić îi considera principalii dușmani ai NDH. În lagăr au fost deținuți și evrei și romi.
Jasenovac era un complex de cinci sublagăre întinse pe o suprafață de 240 km² pe malurile râului Sava. Cel mai mare se afla la Jasenovac, la aproximativ 100 km sud-est de Zagreb. Complexul conținea și clădirile de la Donja Gradina dincolo de râul Sava, un lagăr de copii la Sisak spre nord-vest, și unul pentru femei la Stara Gradiška în sud-est.

## Înființarea și funcționarea lagărului de la Jasenovac
Complexul de la Jasenovac a fost construit între august 1941 și februarie 1942. Primele două lagăre, Krapje și Bročica, au fost închise în noiembrie 1941.
Cele trei lagăre mai noi au continuat să funcționeze până la sfârșitul războiului:
- Ciglana (Jasenovac III)
- Kozara (Jasenovac IV)
- Stara Gradiška (Jasenovac V)

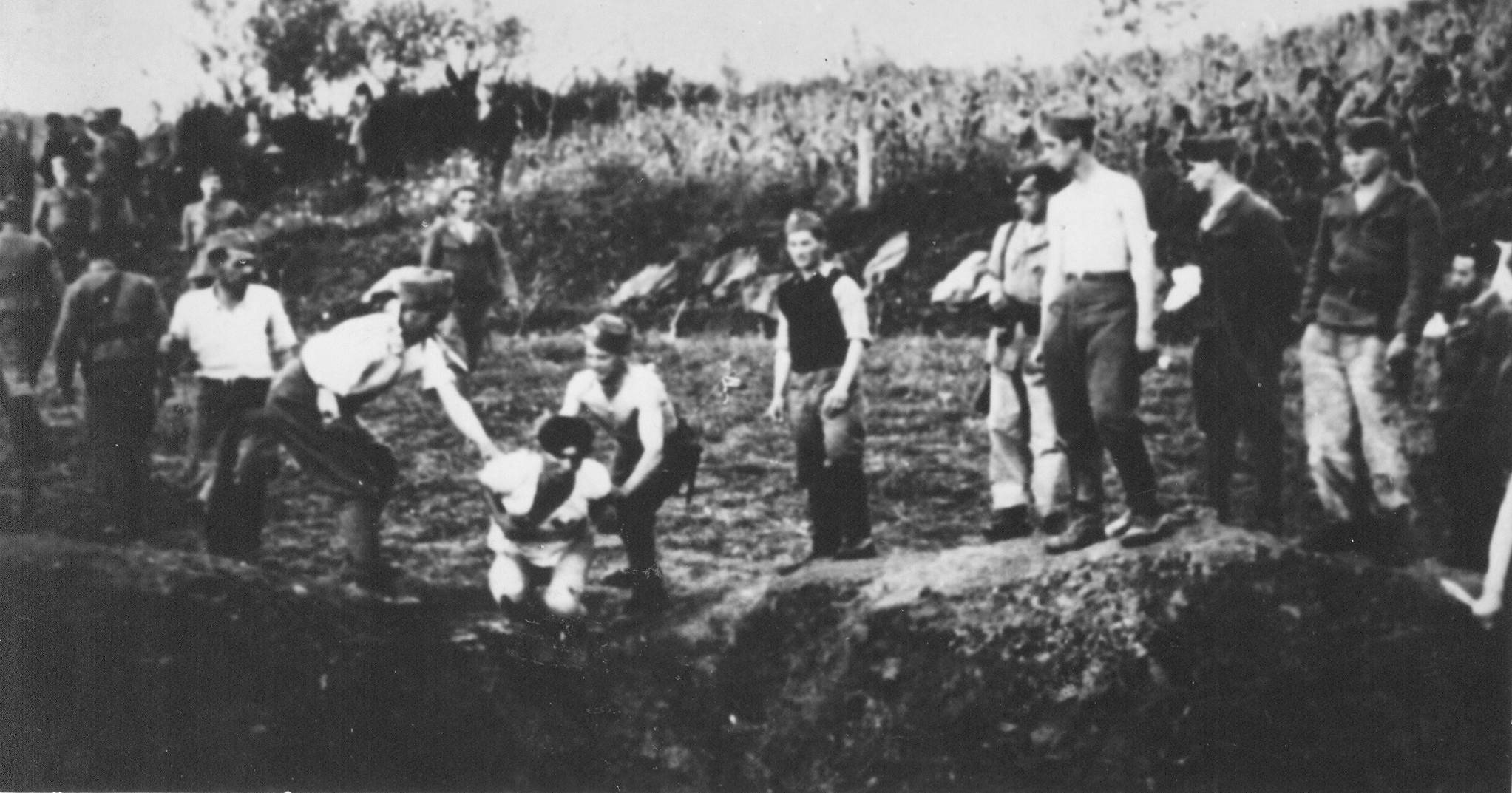
Miliţii ustaşe executând oameni deasupra unei gropi comune lângă lagărul de la Jasenovac

Lagărul a fost construit, gestionat și supervizat de către Departamentul III al Ustaška Narodna Služba sau UNS (tradus literal „Serviciul popular Ustaș”), o forță polițienească specială a NDH, condusă de Vjekoslav „Maks” Luburić. Printre persoanele care s-au ocupat de organizarea lagărului la diferite momente de timp s-au numărat Miroslav Majstorović și Dinko Šakić. Administrarea lagărului folosea uneori alte batalioane de ustași, unități de poliție, domobrani, unități auxiliare formate din musulmani și chiar naziști germani și maghiari.
Ustașii au încarcerat, torturat și executat la Jasenovac bărbați, femei și copii. Cele mai multe victime au fost sârbi, dar printre alte victime s-au numărat evrei, romi și croați membri ai rezistenței împotriva regimului (respectiv, partizani sau simpatizanți ai lor, categorisiți de ustași drept „comuniști”). După ce soseau în tabără, prizonierii erau însemnați colorat, similar practicii din lagărele Germaniei naziste: albastru pentru sârbi, roșu pentru comuniștii care nu erau sârbi, iar romii nu erau însemnați Majoritatea victimelor au fost ucise în locurile de execuție de lângă lagăr: Granik, Gradina și altele. Cei lăsați în viață erau mai ales calificați în meserii necesare (medici, farmaciști, electricieni, cizmari, aurari și altele) și erau folosiți în atelierele de la Jasenovac.

### Deținuții

#### Sârbi
Sârbii constituiau majoritatea deținuților de la Jasenovac. În mai multe cazuri, deținuții erau uciși pe loc după ce recunoșteau că sunt sârbi și majoritatea considerau că acesta este motivul încarcerării lor. Sârbii erau aduși mai ales din regiunea Kozara unde ustașii ocupaseră regiunea și capturaseră gherile de partizani. Aceștia erau aduși în lagăr fără vreun proces sau judecată, destinați practic lichidării imediate, accelerate cu mitralierele. Numărul estimat al morților sârbi se cifrează la câteva sute de mii de victime. Jewish virtual library estimează numărul sârbilor uciși de ustași la a fi între 330.000 și 390.000, cu 45.000 până la 52.000 de sârbi uciși la Jasenovac.
Alți cercetători mai recenți, cum ar fi Tomislav Dulic estimează numărul morților de la Jasenovac la circa 100.000
(peste jumătate din victime fiind de origine sârbă) ceea ce face din Jasenovac cel mai mare lagăr de exterminare din Balcani și unul dintre cele mai mari din Europa. Lagărul a fost locul a circa 10% din numărul total de oameni uciși în toată Iugoslavia din timpul războiului. Un alt cercetător, Bogoljub Kocevic, estimează numărul victimelor din toată Iugoslavia la 1.000.000, dintre care jumătate (majoritatea etnici sârbi) au fost uciși in Croația.
Lista victimelor era compusă în ianuarie 2007 din 70.000 de nume.

#### Evrei

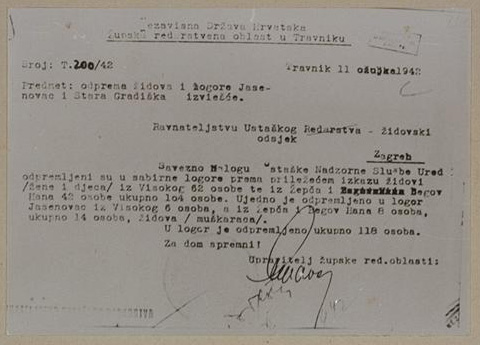
Raport privind deportarea evreilor din Travnik în lagărele de la Jasenovac și Stara Gradiška, martie 1942

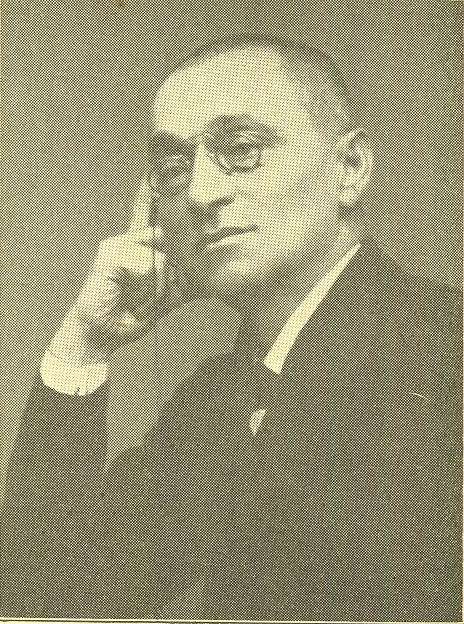
Izidor Gross

Evreii, ținta principală a genocidului orchestrat de naziști, au fost a doua categorie de victime ca număr de la Jasenovac. Numărul victimelor de origine evreiască nu este cunoscut, dar este estimat între 8.000  și 25.000.
Majoritatea execuțiilor de evrei la Jasenovac au avut loc înainte de august 1942. După aceea, NDH a început să-i deporteze la Auschwitz. În general, evreii erau trimiși la început la Jasenovac din toate părțile Croației după ce fuseseră strânși mai întâi la Zagreb, și din Bosnia și Herzegovina, după ce erau strânși la Sarajevo. Unii au fost transportați direct la Jasenovac din orașele lor.

#### Romi
Romii și populația sinti din Jasenovac fuseseră capturați în diferite zone ale Bosniei, mai ales în regiunea Kozara. Ei au fost aduși la Jasenovac și duși în zona III-C, ținuți sub cerul liber, în condiții sanitare, de nutriție, hidratare, și de adăpost mult sub standardele restului lagărului. Numărul romilor uciși sunt cele mai controversate cu excepția numărului victimelor sârbe, estimările plasându-se între 20.000 și 50.000.

#### Croați antifasciști
Grupul antifasciștilor era format din mai multe feluri de adversari politici și ideologici ai ustașilor. În general, tratamentul aplicat lor era similar altor deținuți, deși comuniștii recunoscuți erau executați pe loc, iar oficialii și polițiștii ustași condamnați, sau alții apropiați de opiniile politice ale ustașilor, cum ar fi țăranii croați, beneficiau de termeni de condiții mai bune și erau eliberați după o perioadă de timp.
Ustașii au închis la Jasenovac persoane de diverse naționalități: ucraineni, români, bosniaci, sloveni și muntenegreni.

### Condițiile de trai
Condițiile de trai din lagăr erau tipice unui lagăr nazist al morții: hrană puțină, condiții grele, cruzimea gărzilor ustașe. Ca și în alte lagăre, condițiile se îmbunătățeau temporar în timpul vizitelor unor delegații – cum ar fi delegația de presă ce a venit acolo în februarie 1942 și una a Crucii Roșii din iunie 1944 – și se schimbau înapoi în rău după plecarea delegațiilor.
Dieta deținuților de la Jasenovac era insuficientă pentru susținerea vieții: Tipul de hrană consumată de ei s-a schimbat de mai multe ori de-a lungul existenței lagărului. În lagărul Brocice, deținuții primeau o „supă” făcută din apă fierbinte și amidon la micul dejun și fasole la prânz și seara (mesele se serveau la orele 6:00, 12:00 și 21:00). Hrana din lagărul nr. III a fost la început mai bună, formată din cartofi în loc de fasole; ulterior, însă, dieta a fost schimbată într-o singură porție zilnică de supă subțire de napi. După aceea, dieta a fost schimbată din nou la trei porții zilnice de terci de apă și amidon.
La Jasenovac situația era mai grea decât de obicei în ce privește lipsa apei potabile. Deținuții erau obligați să bea apă din râul Sava, care era contaminată cu hrean.
La primele lagăre, Brocice și Krapje, deținuții dormeau în cazărmi standard de lagăr, cu trei niveluri de paturi. În lagărul nr. III, unde se aflau circa 3.000 de deținuți, aceștia dormeau la început în podul atelierelor, într-un depozit deschis denumit „tunel de cale ferată” sau chiar sub cerul liber. La scurt timp după aceea, au fost ridicate opt cazărmi. Deținuții dormeau în șase dintre acestea, în vreme ce celelalte două erau folosite drept „clinică” și „spital”, unde erau concentrați deținuții bolnavi pentru a muri sau pentru a fi lichidați.
Ca și în alte lagăre, deținuții de la Jasenovac erau obligați să muncească din greu 11 ore pe zi, sub privirile ustașilor care executau orice deținut pentru cele mai triviale motive, chipurile, pentru „sabotarea muncii”. Secțiunea de muncă era supervizată de ustașii Hinko Dominik Picilli și Tihomir Kordic. Picilli biciuia personal deținuții să muncească mai mult. El a împărțit „forța de muncă de la Jasenovac” în 16 grupuri, inclusiv grupuri de construcție, cărămizi, metalurgie, agricultură etc. Deținuții mureau din cauza muncii grele. Munca la fabricile de cărămidă era cea mai grea. Se făcea și muncă de fierărie, deținuții făcând cuțite și alte arme pentru ustași. Munca de construcție a digurilor era cea mai temută.
În lagăr, domnea mizeria și murdăria: înghesuială, sânge, vomă și cadavre umpleau cazărmile, pline de paraziți și de mirosul greu al găleților de fecale. Din cauza expunerii la vicisitudinile vremii, deținuții sufereau de probleme de sănătate care au dus la epidemii de tifos, febră tifoidă, malarie, pleurită, gripă, dizenterie și difterie. În timpul pauzelor de muncă (5:00-6:00; 12:00-13:00, 17:00-20:00) deținuții trebuia să folosească latrine în aer liber ce constau din gropi săpate în câmp și acoperite cu scânduri. Uneori deținuții cădeau în ele și adesea mureau. Groapa se umplea uneori când ploua, și se scurgea în lacul din care se lua apa de băut pentru deținuți. Cârpele și păturile deținuților erau prea subțiri pentru a împiedica înghețul. Hainele și păturile erau spălate rareori, iar deținuții aveau voie să și le spele singuri rapid în apele lacului o dată pe lună în afara lunilor de iarnă, când lacul îngheța. Atunci se ridica o instalație de curățenie într-un depozit, unde se fierbeau uneori unele haine.
Deținuților li se luau toate obiectele personale și hainele. Ca deținuți, primeau doar îmbrăcăminte zdrențuită. Iarna, deținuții primeau „haine de ploaie” subțiri și li se permitea să-și facă niște sandale ușoare. Fiecare primea un vas pentru mâncare, care putea ține 0,4 l de „supă”. Deținuții al căror vas lipsea nu primeau hrană. În timpul vizitelor delegațiilor, deținuții primeau vase de două ori mai mari cu linguri și etichete colorate.